# Miss Internacional 2003
Miss Internacional 2003 fue la 43.ª edición de Miss Internacional, cuya final se llevó a cabo en el Hotel Radisson Miyako, en la ciudad de Tokio, Japón el 8 de octubre de 2003. 45 candidatas de 43 países y territorios compitieron por el título. Al final del evento Christina Sawaya, Miss Internacional 2002 de Líbano coronó a Goizeder Azúa de Venezuela como su sucesora.

## Resultados
| Resultado               | Candidata |
| ----------------------- | --- |
| Miss Internacional 2003 | - Venezuela - Goizeder Azua |
| 1.ª finalista           | - India - Shonali Nagrani |
| 2.ª finalista           | - Finlandia - Suvi Hartlin |
| Top 12                  | - Bolivia - Muriel Cruz - China - Wang Chan - Francia - Elodie Couffin - Grecia - Apostolina Zaproydis - Japón - Saeko Matsumi - Corea del Sur - Shin Ji-soo - Rusia - Tatiana Chebotarevskaya - Tailandia - Pawina Bamrungrot - Ucrania - Veronika Bondarenko |

### Premios especiales
- Mejor Traje Nacional:  China - Wang Chan
- Miss Simpatía:  Japón - Saeko Matsumi
- Miss Fotogénica:  Venezuela - Goizeder Azua

## Relevancia histórica del Miss Internacional 2003
- Venezuela gana Miss Internacional por cuarta vez.
- India obtiene el puesto de Primera Finalista por tercera ocasión. La última vez fue en 1997.
- Finlandia obtiene el puesto de Segunda Finalista por tercera vez. La última vez fue en 1999.
- Corea, Francia, Japón y Tailandia repiten clasificación a semifinales.
- Japón clasifica por undécimo año consecutivo.
- Corea clasifica por cuarto año consecutivo.
- Francia y Tailandia clasifican por segundo año consecutivo.
- India, Rusia y Venezuela clasificaron por última vez en 2001.
- Finlandia y Ucrania clasificaron por última vez en 2000.
- Bolivia clasificó por última vez en 1998.
- Grecia clasificó por última vez en 1996.
- China clasifica por primera vez en la historia a semifinales.
- En esta edición clasificaron igual número de representantes a semifinales por parte de Asia y Europa, no obstante solo Finlandia e India llegaron a la final.
- Ninguna nación de África u Oceanía clasificaron a la ronda de semifinales.

## Candidatas
45 candidatas de todo el mundo participaron en este certamen.
| - Alemania - Aleksandra Petrovna Vodjanikova - Argentina - Catalina Ariela Rouiller Martinez - Aruba - Falon Juliana López - Bolivia - Carmen Muriel Cruz Claros - Brasil - Carlessa Rubicínthia Macedo da Rocha - Canadá - Katarzyna Iwona Dziedzic - Chile - Christiane Balmelli Fournier - China - Wang Chan - Chipre - Maria Pelekanou - Colombia - Isabel Sofia Cabrales Baquero - Corea - Shin Ji-soo - Costa Rica - Merilyn Villalta Castro - Croacia - Maja Uzarević - Eslovaquia - Simona Slobodniková - España - Maria Carrillo Reyes - Estados Nativo Americanos - Lana-la Trell Onque Henry - Estados Unidos - Masielle Otero - Etiopía - Yodit Getahun - Filipinas - Jhezarie Sandra Games Javier - Finlandia - Suvi Paivikki Hartlin - Francia - Elodie Delphine Couffin - Grecia - Apostolina Zaproydis - Guatemala - Ana Pamela Díaz Prado | - Hong Kong - Priscilla Chik-Doi Doi - India - Shonali Priya Nagrani - Israel - Stavit Budin - Japón - Saeko Matsumi - Malasia - Ester Ann Tan - Malta - Nadine Cassar - Marianas del Norte - Nancie Rae King Ripple - México - María Gabriela Ortiz Cárdenas - México Latino - Lorena Ruiz Martínez - Nigeria - Nwando Ogorakiz Okwosa - Nueva Zelanda - Amber Jean Peebles - Puerto Rico - Dignelis Taymí Jiménez Hernández - Reino Unido - Gayle Sasha Williamson - Rusia - Tatiana Anatolevna Chebotarevskaya - Serbia y Montenegro - Andja Ratko Budimirč - Singapur - Berlin Koh Meng Yean - Tailandia - Pawina Bamrungrot Naethakangsong - Túnez - Amira Thabet - Turquía - Gizem Kalyoncu - Ucrania - Veronika Dmitrievna Bondarenko - Venezuela - Goizeder Azúa Victoria Barrios - Vietnam - Le Minh Thuong |

### Abandonos
- República Checa - Klara Medkova se enfermó un día antes de la final, por lo que abandonó la competencia y volvió a su país de origen.

### No concretaron su participación
- Argelia - Massika Benakila
- Líbano - Rita Lamah
- Noruega - Marna Elizabetha Haugen

## Crossovers
Miss Universo
- 2002:  Costa Rica - Merilyn Villalta
- 2003:  Alemania - Aleksandra Vodjanikova

Miss Mundo
- 2001:  Chile - Christiane Balmelli
- 2002:  Venezuela - Goizeder Azúa (Top 10).
- 2002:  Reino Unido - Gayle Williamson
- 2004:  Nueva Zelanda - Amber Jean Peebles

Miss Tierra
- 2003:  Etiopía - Yodit Getahun

Miss Intercontinental
- 2001:  Ucrania - Veronika Bondarenko

Miss Europa
- 2003:  Alemania - Aleksandra Vodjanikova (Semifinalista).

## Otros datos
- La representante de Yugoslavia, portó la banda bajo el nombre de Serbia y Montenegro.